# Diomedéa
K.K. Diomedéa (jap. 株式会社ディオメディア, Kabushiki-gaisha Diomedia, engl. diomedea inc.) ist ein japanisches Animationsstudio.

## Geschichte
Das Unternehmen wurde im Oktober 2005 als Y.K. Studio Barcelona (有限会社スタジオバルセロナ, Yūgen-gaisha Sutajio Baruserona) in Suginami von Nobuyuki Suga, der vormals beim Animationsstudio Group TAC gearbeitet hatte, mit dem Zweck gegründet, den Manga Dai Mahō Tōge als Anime zu adaptieren. Dessen OVA wurde im April des Folgejahres die erste Produktion des Studios.
Im November 2006 zog das Studio an seinen heutigen Standort in Nerima. Zum 28. November 2007 erfolgte die Umwandlung der Unternehmensform von einer Yūgen-gaisha (GmbH) in eine Kabushiki-gaisha (Aktiengesellschaft) und die Umfirmierung in Diomedéa.
Im Juli 2007 fertigte das Studio mit Nanatsuiro Drops seine erste Anime-Fernsehserie an. Die Serie Shinryaku! Ika Musume von 2010 finanzierte es gleichzeitig auch mit.

## Produktionen

### Fernsehserien
- 2007: Kodomo no Jikan
- 2007: Nanatsuiro Drops
- 2008: Nogizaka Haruka no Himitsu
- 2009: Nogizaka Haruka no Himitsu: Purezza
- 2009: Shinkyoku Sōkai Polyphonica crimson S
- 2010: Shinryaku! Ika Musume
- 2011: Astarotte no Omocha!
- 2011: Shinryaku!? Ika Musume
- 2012: Campione! – Matsuro Wanu Kamigami to Kami Koroshi no Maō
- 2013: Gingitsune
- 2013: Mondaiji-tachi ga Isekai kara Kuru Sō Desu yo?
- 2013: Ore no Nōnai Sentakushi ga, Gakuen Love Come o Zenryoku de Jama Shiteiru
- 2014: Akuma no Riddle
- 2015: Binan Kōkō Chikyū Bōeibu Love!
- 2015: Jūō Mujin no Fafnir
- 2015: Kantai Collection – KanColle
- 2015: Kūsen Madōshi Kōhosei no Kyōkan
- 2015: Seiken Tsukai no World Break
- 2016: Girlish Number
- 2016: Handa-kun
- 2016: The Lost Village
- 2017: Action Heroine Cheer Fruits
- 2017: Aho Girl
- 2017: Fūka
- 2017: My Girlfriend is a Faithful Virgin Bitch
- 2018: Beatless
- 2018: Beatless: Final Stage
- 2018: Chio’s School Road
- 2019: Domestic Girlfriend

### Weitere Anime-Produktionen
- 2006: Dai Mahō Tōge (OVA)
- 2007: Kodomo no Jikan: Yasumi Jikan – Anata ga Watashi ni Kureta Mono (OVA)
- 2009: Kodomo no Jikan: 2-gakki (OVA)
- 2011: Astarotte no Omocha! EX (OVA)
- 2011: Kodomo no Jikan – Kodomo no Natsu Jikan (OVA)
- 2012: Nogizaka Haruka no Himitsu: Finale (OVA)
- 2012: Shinryaku!! Ika Musume (OVA)